# Okręg śląski Kościoła Chrześcijan Baptystów w RP
Okręg śląski – jeden z dziewięciu okręgów Kościoła Chrześcijan Baptystów w RP liczący 10 zborów i 4 placówki. Przedstawicielem okręgu jest pastor Jerzy Rogaczewski.
W roku 2013 okręg liczył 564 członków (nie licząc dzieci).

## Zbory

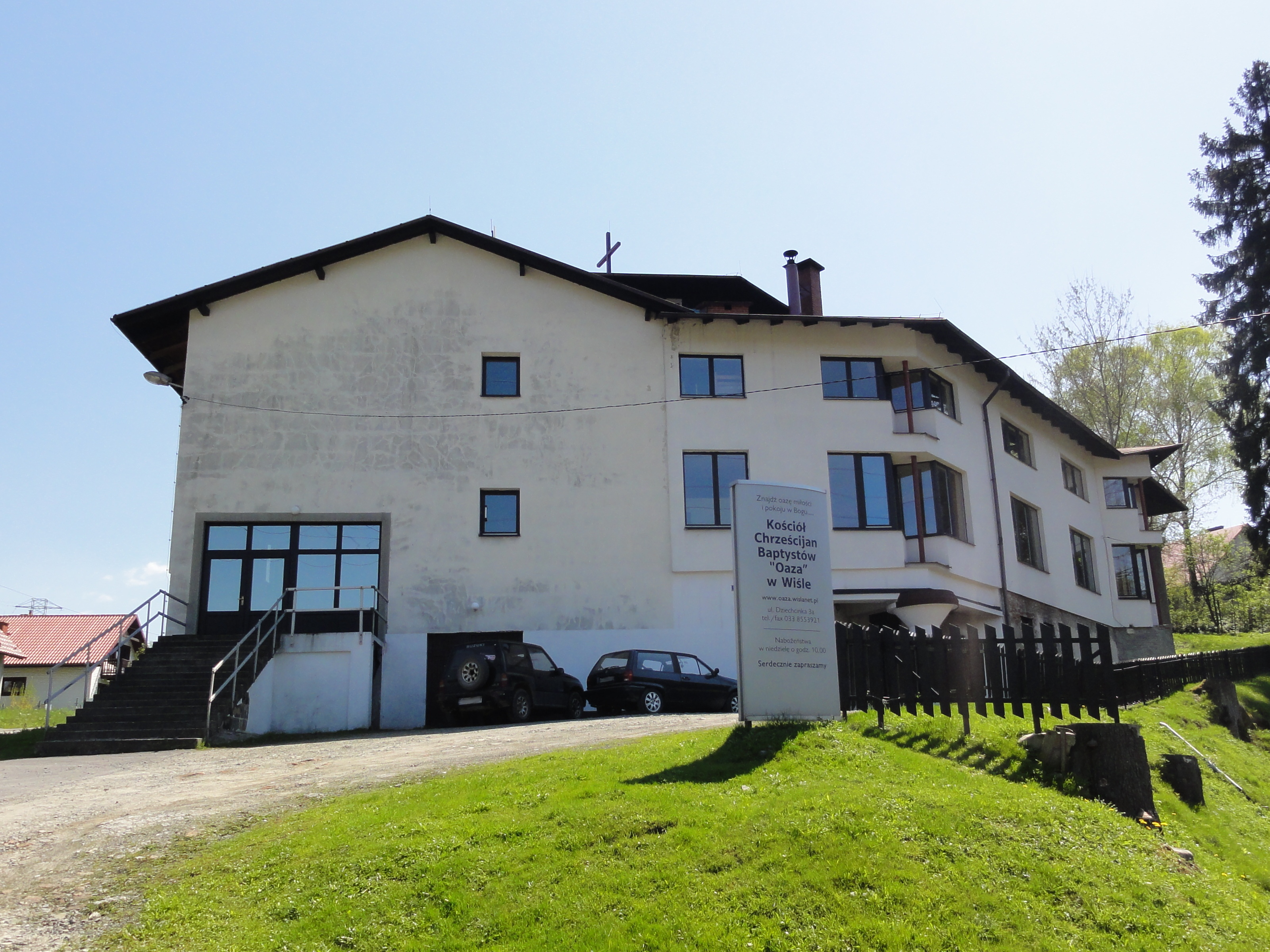
Kościół Chrześcijan Baptystów „Oaza” w Wiśle

Lista zborów okręgu śląskiego (w nawiasie nazwa zboru):
- zbór w Bielsku-Białej
- zbór w Bytomiu
- zbór w Chrzanowie
- zbór w Częstochowie („Wspólnota Wody Żywej”)
- zbór w Opolu
- zbór w Katowicach (pierwszy)
- zbór w Katowicach (drugi – „Opoka”)
- zbór w Orzeszu
- zbór w Tarnowskich Górach
- zbór w Wiśle („Oaza”)
- zbór w Zabrzu

## Placówki
Lista placówek okręgu śląskiego:
- placówka w Chorzowie
- placówka w Cieszynie
- placówka w Kędzierzynie-Koźlu
- placówka w Kętach